# Longueval (Somme)
Longueval is een gemeente in het Franse departement Somme (regio Hauts-de-France) en telt 248 inwoners (1999). De plaats maakt deel uit van het arrondissement Péronne.

## Geografie
De oppervlakte van Longueval bedraagt 8,5 km², de bevolkingsdichtheid is 29,2 inwoners per km².
De onderstaande kaart toont de ligging van Longueval (Somme) met de belangrijkste infrastructuur en aangrenzende gemeenten.

## Demografie
Onderstaande figuur toont het verloop van het inwonertal (bron: INSEE-tellingen).

- (fr)  360° Longueval Museum
- (fr)  360° Longueval Military cemetery

1. ↑  Populations de référence 2022.